# 科泰卡拉
科泰卡拉（Kotekara），是印度卡纳塔克邦Dakshina Kannada县的一个城镇。总人口14323（2001年）。

## 人口
该地2001年总人口14323人，其中男性6822人，女性7501人；0—6岁人口1455人，其中男696人，女759人；识字率80.11%，其中男性为84.84%，女性为75.80%。